# أبو بكر بن مردويه
أبو بكر أحمد بن موسى بن مَرْدُوَيْه بن فورك بن موسى بن جعفر الأصبهاني محدث أصبهان، وصاحب التفسير الكبير والتاريخ وكتاب الأمالي، وأحد رواة الحديث النبوي، يدعى ابن مَرْدُوَيْه نسبة إلى جده الأول كما يدعى بن فورك نسبة إلى جده الثاني. ويسمى ابن مَرْدُوَيْه الكبير لتمييزه عن حفيده، كما أن كنيته ابن فورك تشترك مع عالمين آخرين هما: أبوبكر محمّد بن الحسن بن فورك الإصفهاني ت 405 هـ، وأبوبكر عبد اللَّه بن محمّد بن محمّد بن فورك بن عطاء الإصفهاني القبّاب ت 370 هـ. 

## طلبه للعلم
مولده في سنة 323 هـ. حدث عن: أبيه أبي عمران بحديث سمعه من إبراهيم بن متويه وقد ومات أبوه سنة 356 هـ. حدث عنه: أبو بكر محمد بن إبراهيم المستملي العطار، وأبو عمرو عبد الوهاب، وأبو القاسم عبد الرحمن ابنا الحافظ ابن منده، وأبو الخير محمد بن أحمد بن ررا، والقاضي أبو منصور بن شكرويه، وأبو بكر محمد بن الحسن بن محمد بن سليم، وسليمان بن إبراهيم الحافظ، وأحمد بن عبد الرحمن الذكواني، وأبو عبد الله القاسم بن الفضل الثقفي، وأبو مطيع محمد بن عبد الواحد الصحاف وخلق كثير.

## مكانته العلمية
قال أبو بكر بن أبي علي وذكر أبا بكر بن مردويه: «هو أكبر من أن ندل عليه وعلى فضله، وعلمه وسيره، وأشهر بالكثرة والثقة من أن يوصف حديثه أبقاه الله، ومتعه بمحاسنه». قال أبو موسى في ترجمة ابن مردويه: «سمعت أبي يحكي عمن سمع أبا بكر بن مردويه يقول ما كتبت بعد العصر شيئا قط، وعميت قبل كل أحد يعني من أقرانه، وسمعت أنه كان يملي حفظا بعدما عمي..  وسمعت الإمام إسماعيل يقول لو كان ابن مردويه خراسانيا، كان صيته أكثر من صيت الحاكم». قال أبو نعيم الحداد: «سمعت أبا بكر أحمد بن محمد بن أحمد بن مردويه يقول رأيت من أحوال جدي من الديانة في الرواية ما قضيت منه العجب من تثبته وإتقانه، وأهدى له كبير حلاوة، فقال إن قبلتها ، فلا آذن لك بعد في دخول داري وإن ترجع به، تزد علي كرامة». قال الذهبي: «وروى عن أبي سهل بن زياد القطان، وميمون بن إسحاق وعبد الله بن إسحاق الخراساني، ومحمد بن عبد الله بن علم الصفار، وإسماعيل بن علي الخطبي، ومحمد بن علي بن دحيم الشيباني الكوفي، وإسحاق بن محمد بن علي الكوفي، وأبي بكر محمد بن عبيد الله الشافعي، وأحمد بن عبد الله بن دليل، ومحمد بن أحمد بن علي الأسواري، وأحمد بن عيسى الخفاف، وأحمد بندار الشعار، وأحمد بن محمد بن عاصم الكراني، وأبي أحمد العسال، وأبي إسحاق بن حمزة، وسليمان الطبراني وخلق كثير» ووصفه بأنه «الحافظ المجوّد العلاّمة، محدّث أصبهان».

## مصنفاته
- المستخرج على صحيح البخاري. ذكره الذهبي في سير أعلام النبلاء
- التشهد وطرقه وألفاظه: في مجلد صغير. ذكره الذهبي في سير أعلام النبلاء
- تفسير القرآن: في سبع مجلدات. ذكره الذهبي
- الأمالي؛ وقد فقد معظمها وطبع ثلاثة منها
- حديث الطير، ذكره ابن كثير في البداية والنهاية
- حديث السبيل، ذكره ابن كثير في تفسيره
- كتاب العلم، ذكره الذهبي في سير أعلام النبلاء وابن حجر في الإصابة
- أولاد المحدثين، ذكره ابن حجر في تقريب التهذيب
- التاريخ، ذكره ابن حجر في لسان الميزان
- كتاب لم يرد في سير أعلام النبلاء هو مناقب علي بن أبي طالب، جمعه ورتبه وقدم له وأضاف له هوامش عبد الرزاق حرز الدين في كتاب يزيد على أربعمائة صفحة نشرته دار الحديث في مدينة قم، وقد اعتمد على الاقتباسات الواردة في كتب لعلماء شيعة مثل درويش برهان والإربلي وغيرهم، وابن مردويه عالم حديث من أهل السنة والجماعة ولم تذكر متابعة لهذا الكتب المعاد تأليفه بتوثيق مستقل.[4]

## وفاته
مات لست بقين من رمضان سنة 410 هـ، عن سبع وثمانين سنة.